# Perth and Kinross
Perth and Kinross (gael. Peairt agus Ceann Rois) – jednostka administracyjna (council area) w środkowej Szkocji. Zajmuje powierzchnię 5285 km², a zamieszkana jest przez 146 850 osób (2011). Ośrodkiem administracyjnym jest Perth.